# Patrick Becker (Theologe)
Patrick Becker (* 1. April 1976 in München) ist ein deutscher römisch-katholischer Fundamentaltheologe.

## Leben
Von 1996 bis 2002 studierte er Katholische Theologie in München und Bamberg. Nach der Promotion 2008 an der Ludwig-Maximilians-Universität München war er von 2010 bis 2017 als wissenschaftlicher Mitarbeiter für Systematische Theologie an der RWTH Aachen tätig. Auf die Habilitation 2017 an der Universität Salzburg folgte eine Vertretungsprofessur für Systematische Theologie in Aachen. Seit 2021 ist Becker Professor für Fundamentaltheologie und Religionswissenschaft an der Universität Erfurt.

## Schriften (Auswahl)
- In der Bewusstseinsfalle? Geist und Gehirn in der Diskussion von Theologie, Philosophie und Naturwissenschaften. Göttingen 2009, ISBN 978-3-525-56982-5.
- Kein Platz für Gott? Theologie im Zeitalter der Naturwissenschaften. Regensburg 2009, ISBN 978-3-7917-2207-8.
- Jenseits von Fundamentalismus und Beliebigkeit. Zu einem christlichen Wahrheitsverständnis in der (post-)modernen Gesellschaft. Freiburg 2017, ISBN 3-451-37659-8.